# 스티브 밴 워머
스티브 밴 워머(Steve Van Wormer, 1969년 12월 8일 ~ )는 미국의 배우, 성우이다.
플린트에서 태어났다.

## 영화
- 타임캅 2 (2003년)
- 버블 보이 (2001년)
- 파티는 시작되었다 (2000, Groove)
- 조니 카파할라, 눈 위의 서퍼 (1999년)
- 크레이지 핸드 (1999년)
- 미트 더 디들스 (1998년)
- 솔드 아웃 (1996년)